# متلازمة ألم ما بعد استئصال الأسهر
```
متلازمة ألم ما بعد استئصال الأسهر
 أو 
متلازمة ألم ما بعد قطع القناة المنوية
 (اختصارًا 
PVPS
) هي حالة مزمنة وأحيانًا موهنة للأعضاء التناسلية، قد تتطور فورًا أو بعد عدة سنوات من 
قطع القناة المنوية
.
[
1
]
[
2
]
[
3
]
```

## الأعراض
1. ألم مستمر في الأعضاء أو المناطق التناسلية.
2. ألم في الفخذ عند بذل مجهود بدني.
3. ألم عند الانتصاب و / أو الانخراط في الجماع.
4. ألم عند القذف.
5. فقدان وظيفة الانتصاب.

يمكن أن تستمر أي من الأعراض المذكورة أعلاه لسنوات بعد استئصال الأسهر وتؤثر على واحد من كل ثلاثة رجال خضعوا للعملية.يمكن أن يمتد نطاق هذا الألم من الألم الخفيف/المزعج إلى الألم الموهن الشديد الذي يعاني منه عدد أقل من المصابين في هذه المجموعة. يُعتقد أن الألم ناتج عن أي مما يلي، إما بشكل فردي أو مترافقاً مع: الضغط الخلفي للخصيتين، البربخ المفرط، الالتهاب المزمن، التليف، الأورام الحبيبية المنوية، وانحباس/انحصار العصب. يمكن أن يكون الألم موجودًا بشكل مستمر في شكل ألم الخصية و/أو التهاب البربخ الاحتقاني أو يمكن أن يكون ظاهرًا، مثل الألم أثناء الجماع أو القذف أو بذل المجهود البدني.